# Тумаш Вітовт
Ві́товт Ту́маш  (біл. Вітаўт Тумаш; 20 січня 1910, село Спягліца, Віленський повіт — 27 квітня 1988, США) — білоруський громадський діяч, історик, публіцист. Бургомістр Мінська (1941). Редактор білоруської газети «Раніца».

## Біографія
Закінчив Віленську білоруську гімназію, згодом завершив медичний факультет Віленського університету. Під час навчання брав активну участь у білоруському національному студентському русі. В роки Другої світової війни співпрацював з Німеччиною, але з кінця 1941 року входив до кола прибічників Вінсента Годлевського — керівника білоруського анти-німецького націоналістичного підпілля.
Упродовж 1940—1941 років був керівником лодзьського відділу Білоруського комітету самодопомоги. З червня 1941 входив до складу Білоруського національного центру. З липня по листопад 1941 року працював бургомістром Мінська. З 1943 року — редагував білоруську газету «Раніца».
Після закінчення війни емігрував спочатку до Західної Німеччини, згодом до США, де й помер 27 квітня 1988 року.

## Творчість
Вітовт Тумаш працював над вивченням історії Білорусі, написав білоруською такі праці:
- «Скарына ў Падуі»
- «Паленне кнігаў Скарыны ў Маскве»
- «Дыпляматычная кантравэрсія 1646 году за беларускую мову».

В. Тумаш вивчав діяльність Франциска Скорини. Керував Білоруським інститутом науки та мистецтва у Нью-Йорку.

## Дивись також
- Михайло Вітушко
- Вінсент Годлевський
- Франтішек Олехновіч